# Hans Conze
Hans Hugo Adolf Leopold Conze (* 17. August 1879 in Charlottenburg; † 21. Februar 1942) war ein deutscher Reichsgerichtsrat.

## Leben

### Herkunft
Hans Conze war der jüngste Sohn des Archäologen Alexander Conze (1831–1914) und wuchs so in den gehobenen bildungsbürgerlichen Kreisen Charlottenburgs bei Berlin heran.

### Laufbahn
1902 wurde er auf den preußischen Landesherrn vereidigt, 1907 zum Gerichtsassessor ernannt, 1910 Amtsrichter, 1911 Landrichter und 1919 zum Landgerichtsdirektor befördert. Von 1920 bis 1924 war er  Ministerialrat im Reichsjustizministerium. Im Dezember 1924 kam er an das Reichsgericht, wo er zunächst im IV. Strafsenat tätig war. Ab 1926 arbeitete er im I. Zivilsenat und ab 1937/38 im VI. Zivilsenat.
Er war Mitglied des Staatsgerichtshofs zum Schutze der Republik zunächst 1924 als Stellvertreter, 1925 als ordentliches Mitglied und 1926 wieder als stellvertretendes Mitglied.
Nach 1933 war er Mitglied beim Bund Nationalsozialistischer Deutscher Juristen. Im Laufe der Zeit hielt er zur Bekennenden Kirche und ging auf Distanz zum NS-Regime, was seine fällige Beförderung zum Senatspräsidenten verhinderte. Er verstarb 1942.

### Trivia
In der Reserveoffizierslaufbahn brachte er es bis zum Reserveleutnant des 1. Garde-Feldartillerie-Regiment.
Nach einer Selbstauskunft von 1933 sei er „alsbald nach dem 9.11.1918 [sic!] der Deutschnationalen Volkspartei beigetreten“.

## Familie
Die Honoratiorenfamilie Conze ist seit dem 17. Jahrhundert im südlichen Niedersachsen nachweisbar. 1907 heiratete er Charlotte Thoemer, Tochter des Wirklichen Geheimen Oberbaurats Paul Thoemer. Sie hatten vier Kinder. Der Erstgeborene war der spätere Historiker Werner Conze (1910–1986). Seine Tochter Margarete (1914–) heiratete 1934 den Altorientalisten Wolfram von Soden (1908–1996).

## Schriften
- Der Einfluss einer Verfügung des Käufers über die Kaufsache auf die ädilicischen Rechtsmittel, nach gemeinem Recht und bürgerlichem Gesetzbuch, Diss. Berlin 1903.